# Powiat Minamikanbara
Powiat Minamikanbara (jap. 南蒲原郡 Minamikanbara-gun) – powiat w Japonii, w prefekturze Niigata. W 2024 roku liczył 10 678 mieszkańców.

## Miejscowości
- Tagami